# Branice (gmina)
Pour les articles homonymes, voir Branice (homonymie).
Branice est une gmina rurale du powiat de Głubczyce, Opole, dans le sud-ouest de la Pologne, à la frontière avec la République tchèque. Son siège est le village de Branice, qui se situe environ 17 km au sud de Głubczyce et 69 km au sud de la capitale régionale Opole.
La gmina couvre une superficie de 121,87 km2 pour une population de 7 728 habitants.

## Géographie
La gmina inclut les villages de Bliszczyce, Boboluszki, Branice, Dzbańce, Dzbańce-Osiedle, Dzierżkowice, Gródczany, Jabłonka, Jakubowice, Jędrychowice, Lewice, Michałkowice, Niekazanice, Posucice, Turków, Uciechowice, Włodzienin, Wódka et Wysoka.
La gmina borde les gminy de Głubczyce et Kietrz. Elle est également frontalière de la République tchèque.